# Super Mario Advance
Super Mario Advance é um jogo eletrônico de Game Boy Advance que é um remake do jogo Super Mario Bros. 2.
Eram os únicos jogos da série em que é possível controlar Toad e Peach, até a criação de New Super Mario Brothers, para Nintendo Wii, onde se pode controlar dois Toads no modo multiplayer (como terceiro e quarto jogadores) e, no NIntendo DS, onde se pode controlar a princesa no game "Super Princess Peach".
O jogo recebeu a pontuação de 15/20 em Jeuxvideo.com.